# Karya Bhakti (Lubuk Linggau Timur II)
Karya Bhakti is een bestuurslaag in het regentschap Lubuklinggau van de provincie Zuid-Sumatra, Indonesië. Karya Bhakti telt 3496 inwoners (volkstelling 2010).